# Elecciones regionales de Nueva Esparta de 2021
Las elecciones regionales del Estado Nueva Esparta de 2021 se realizaron el 21 de noviembre de ese año, para elegir al gobernador del Estado, a los 12 alcaldes, 7 diputados al Consejo Legislativo, y los concejales municipales. El gobernador en ejercicio, Alfredo Díaz, de Acción Democrática, se postuló para un segundo período, pero fue derrotado.
Morel Rodríguez, exgobernador del estado en diversos períodos, el último entre 2000 y 2008, fue electo como gobernador, siendo el candidato de Fuerza Vecinal apoyado por la Alianza Democrática. La coalición de Rodríguez obtuvo la mayoría en el Consejo Legislativo, y 5 de 11 alcaldías. Fueron las únicas elecciones a nivel nacional en las un gobernador de oposición entregó el poder a otro opositor.

## Candidatos
- Alfredo Díaz (Acción Democrática de jure) era el actual gobernador de Nueva Esparta desde 2017. Se convirtió en candidato a la reelección de la Plataforma Unitaria por consenso.[1][2]
- Dante Rivas (Partido Socialista Unido de Venezuela) es el ministro para la Pesca y la Acuicultura, así como protector del estado Nueva Esparta, con básicamente funciones de gobernador, y a la vez diputado a la Asamblea Nacional. Rivas venció estrechamente en las elecciones primarias del PSUV, y por tanto se convirtió en candidato del Gran Polo Patriótico.[3][4]
- Morel Rodríguez (Fuerza Vecinal) ha sido el gobernador de Nueva Esparta que más tiempo ha durado en el cargo, acumulando 16 años de gobierno en sus distintos períodos, que van desde su designación por el presidente Jaime Lusinchi en 1986, hasta haber ganado siete elecciones democráticamente. Se convirtió en candidato de la Alianza Democrática y es el candidato más longevo con 81 años.[5][6]

## Resultados

### Gobernador
| Candidatos                         | Partido                                  | Votos   | %     | Diputados |
| ---------------------------------- | ---------------------------------------- | ------- | ----- | --------- |
| Morel Rodríguez                    | Fuerza Vecinal                           | 26,366  | 13,60 | 4/7       |
| Morel Rodríguez                    | Acción Democrática (judicializado)       | 25,572  | 13,19 | 4/7       |
| Morel Rodríguez                    | Movimiento Regional de Avanzada          | 7,375   | 3,80  | 4/7       |
| Morel Rodríguez                    | Esperanza por El Cambio                  | 3,377   | 1,74  | 4/7       |
| Morel Rodríguez                    | Voluntad Popular (judicializado)         | 3,164   | 1,63  | 4/7       |
| Morel Rodríguez                    | COPEI (judicializado)                    | 3,080   | 1,59  | 4/7       |
| Morel Rodríguez                    | Avanzada Progresista                     | 3,040   | 1,57  | 4/7       |
| Morel Rodríguez                    | Alianza del Lápiz                        | 3,009   | 1,55  | 4/7       |
| Morel Rodríguez                    | Venezuela Unida                          | 2,053   | 1,06  | 4/7       |
| Morel Rodríguez                    | Movimiento al Socialismo                 | 1,487   | 0,77  | 4/7       |
| Morel Rodríguez                    | Soluciones para Venezuela                | 1,323   | 0,68  | 4/7       |
| Morel Rodríguez                    | Prociudadanos                            | 666     | 0,34  | 4/7       |
| Morel Rodríguez                    | Cambiemos Movimiento Ciudadano           | 640     | 0,33  | 4/7       |
| Morel Rodríguez                    | Nueva Visión para mi País                | 619     | 0,32  | 4/7       |
| Morel Rodríguez                    | Primero Venezuela                        | 425     | 0,22  | 4/7       |
| Morel Rodríguez                    | Bandera Roja                             | 159     | 0,08  | 4/7       |
| Morel Rodríguez                    | Total                                    | 82,355  | 42,48 | 4/7       |
| Dante Rivas                        | Partido Socialista Unido de Venezuela    | 68,662  | 31,76 | 3/7       |
| Dante Rivas                        | Tupamaro                                 | 3,484   | 1,80  | 3/7       |
| Dante Rivas                        | Movimiento Somos Venezuela               | 930     | 0,48  | 3/7       |
| Dante Rivas                        | Movimiento Electoral del Pueblo          | 781     | 0,40  | 3/7       |
| Dante Rivas                        | Por la Democracia Social                 | 767     | 0,40  | 3/7       |
| Dante Rivas                        | Alianza para el Cambio                   | 715     | 0,37  | 3/7       |
| Dante Rivas                        | Patria Para Todos                        | 271     | 0,14  | 3/7       |
| Dante Rivas                        | Unidad Popular Venezolana                | 262     | 0,14  | 3/7       |
| Dante Rivas                        | Organización Renovadora Auténtica        | 153     | 0,08  | 3/7       |
| Dante Rivas                        | Total                                    | 76,025  | 39,25 | 3/7       |
| Alfredito Díaz                     | Mesa de la Unidad Democrática            | 26,630  | 44,16 | 0/7       |
| Alfredito Díaz                     | Un Nuevo Tiempo                          | 762     | 3,00  | 0/7       |
| Alfredito Díaz                     | Movimiento por Venezuela                 | 265     | 0,33  | 0/7       |
| Alfredito Díaz                     | Movimiento Ecológico de Venezuela        | 203     | 0,18  | 0/7       |
| Alfredito Díaz                     | Partido Unión y Entendimiento            | 184     | 0,22  | 0/7       |
| Alfredito Díaz                     | Convergencia                             | 62      | 0,26  | 0/7       |
| Alfredito Díaz                     | Movimiento Centrados en la Gente         | 60      | 0,08  | 0/7       |
| Alfredito Díaz                     | Total                                    | 28,166  | 14,53 | 0/7       |
| Pedro González                     | Movimiento de Integridad Nacional-Unidad | 4,447   | 2,29  | 0/7       |
| Pedro González                     | Compromiso País                          | 650     | 0,34  | 0/7       |
| Pedro González                     | Movimiento Republicano                   | 261     | 0,13  | 0/7       |
| Pedro González                     | Unión y Progreso                         | 196     | 0,10  | 0/7       |
| Pedro González                     | Total                                    | 5,554   | 2,86  | 0/7       |
| María Patiño                       | Partido Comunista de Venezuela           | 1,787   | 0,92  | 0/7       |
| Votos válidamente emitidos         | Votos válidamente emitidos               | 193.887 | 99.09 |           |
| Votos nulos                        | Votos nulos                              | 1.771   | 0.91  |           |
| Total de votos                     | Total de votos                           | 195.658 | 100   |           |
| Votantes registrados/participación | Votantes registrados/participación       | 386.891 | 50.57 |           |
| Fuente: CNE                        |                                          |         |       |           |